# Sphaerozetes chavinensis
Sphaerozetes chavinensis är en kvalsterart som först beskrevs av Hammer 1961.  Sphaerozetes chavinensis ingår i släktet Sphaerozetes och familjen Ceratozetidae. Inga underarter finns listade i Catalogue of Life.